# Ho Si Minh-ösvény

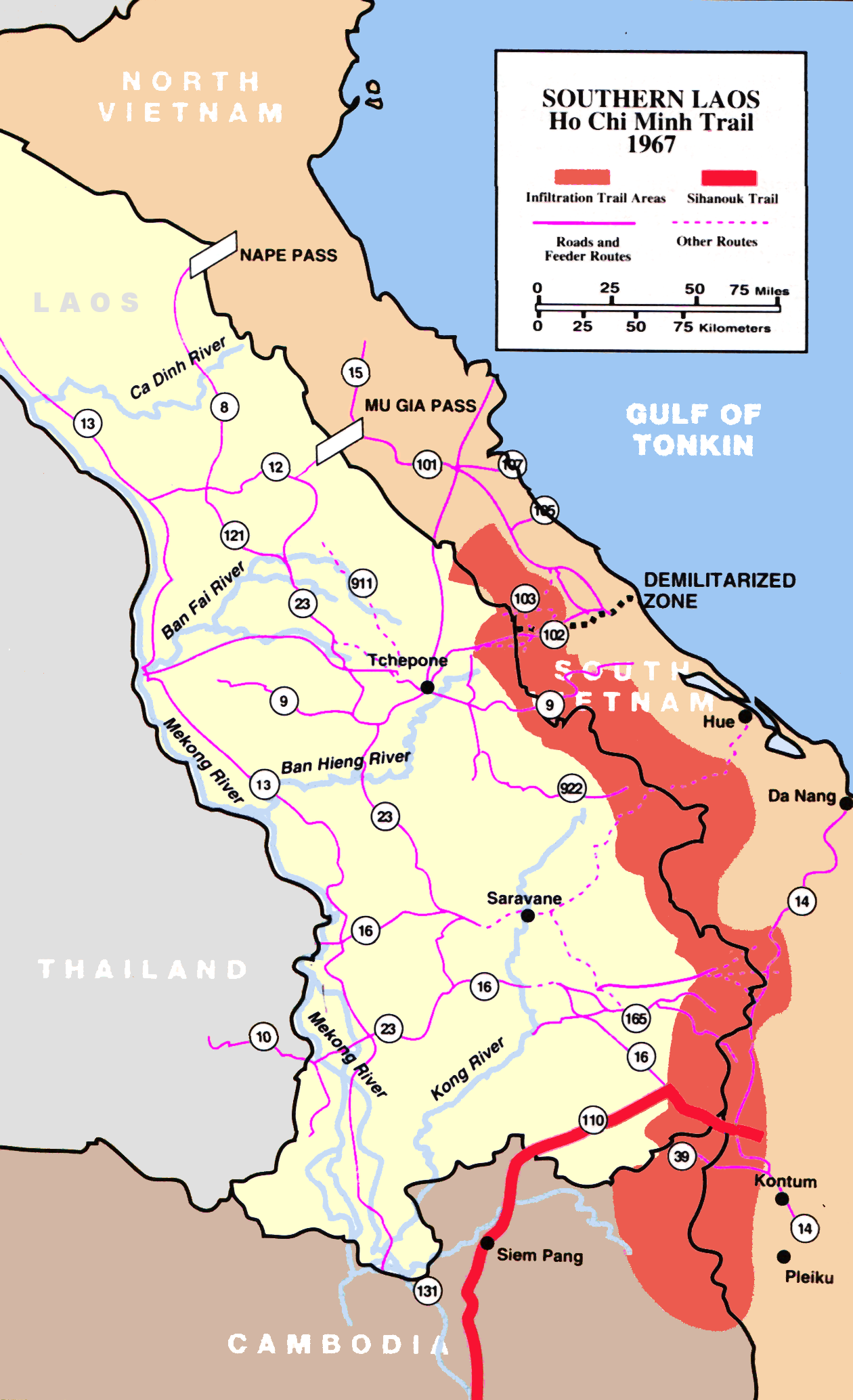
A Ho Si Minh-ösvény térképe

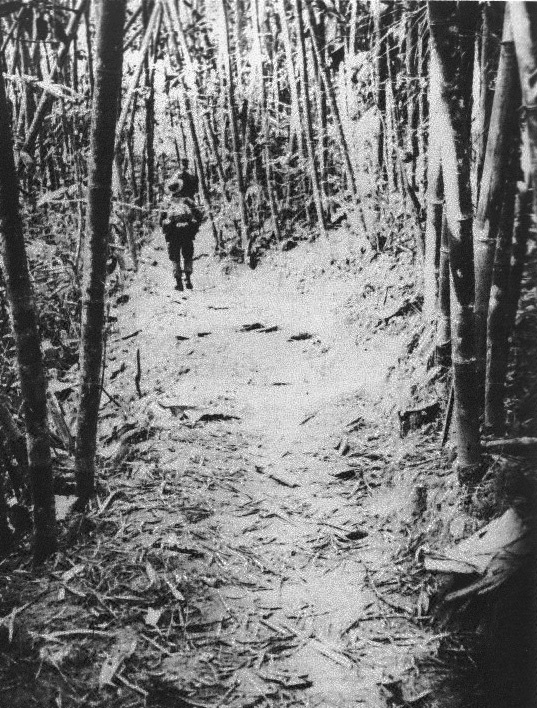
Ho Si Minh-ösvény

A Ho Si Minh-ösvény Észak-Vietnámból Dél-Vietnámba a szomszédos Laoszon és Kambodzsán keresztül, teherautók, kerékpárok, illetve gyalogosok számára a dzsungel mélyén kiépített úthálózat volt, amely az észak-vietnámi hadsereg és a Dél-Vietnámi Nemzeti Felszabadítási Front (amerikai elnevezéssel Viet Cong) logisztikai utánpótlását biztosította a vietnámi háború idején. Az amerikaiak nevezték el Ho Si Minh észak-vietnámi elnökről. Vietnámban Đường Trường Sơn vagy Truong Son-útként volt ismert, a Közép-Vietnámban található hegylánc neve alapján.
Ezen az útvonalon évszázadok óta voltak ösvények, amelyeken többek között Kínából szállítottak aranyat és ópiumot Délkelet-Ázsiába. A franciák elleni háborúban a Việt Minh mozgalom kommunikációs csatornaként használta a felkelés kezdeti időszakában. A vietnámi háború kezdetén még meglehetősen primitív útvonalon csak gyalogosan lehetett közlekedni és a csapatok az útvonal menti kisebb falvakat, illetve az őserdei tisztásokat használhatták pihenésre, illetve készleteik feltöltésére. 1964 közepén az észak-vietnámi vezetés átfogó tervet készített az ösvény modern logisztikai útvonallá fejlesztésére, hogy a délen harcoló csapataik számára a harchoz szükséges több száz tonna utánpótlást biztosítani tudják. 
A terv végrehajtásának felelőse Dong Si Nguyen ezredes volt, aki felismerve a későbbi amerikai légitámadások kockázatát, fejlett légvédelmi rendszert épített ki az útvonal mentén.
Modern szovjet és kínai gépeket állítottak munkába a nehéz tehergépkocsik számára is alkalmas utak és hidak építéséhez.
A bombázások elleni felkészülésre földalatti laktanyákat, raktárakat, szerelőműhelyeket, kórházakat és üzemanyagraktárakat építettek ki.
A hadsereg szükségleteinek ellátására nagyszámú sofőrt, autószerelőt, rádióst, bombaszakértőt, forgalomirányítót, orvost, nővért és egyéb személyzetet toboroztak.
A fejlesztés egészen a harcok végéig, azaz 1975-ig folyamatban volt.
Az Egyesült Államok felszíni erőkkel nem tudta megállítani a Ho Si Minh-ösvényen dél felé áramló utánpótlást, mert az országok, melyek területén az keresztülhaladt, hivatalosan semlegesek voltak. Az elektronikus érzékelőberendezésekkel segített folyamatos és intenzív bombázás ellenére az észak-vietnámiak képesek voltak napi több száz tonna hadianyagot délre juttatni.

Amerikai szakértők becslései alapján a délre történő csapatmozgás az 1965-ös évi kb. 5000 főről, 1967-re hozzávetőlegesen 150 000 főre emelkedett.
A szüntelen légitámadások ellenére a Dél-Vietnámba tartó menetelők közül az amerikai bombáknál sokkal több áldozatot szedtek a különböző betegségek, mint például a vérhas és a malária.
Az amerikaiak 1968. november 11-én átfogó légi-offenzívába kezdtek (Operation Commando Hunt) az ösvényen történő csapatmozgások és az utánpótlás szállításának leállítására.
A hadművelet végéig 3 millió tonna bombát dobtak le Laosz területén, amely bár lelassította, de komoly mértékben mégsem tudta akadályozni az útvonal használatát.